# 奧利司他
奧利司他（英語：Orlistat）是一種減肥藥物，商品名為羅氏鮮或羅鮮子（Xenical），須醫生處方使用，但在美国，奥利司他是美國食品及藥物管理局首個准許的無需醫生處方減肥藥。
奧利司他是lipstatin的飽和衍生物，lipstatin是從細菌Streptomyces toxytricini中分離出的一種有效的天然胰脂肪酶抑製劑，主要作用在胃腸道上，它可抑制胃腸道消化脂肪所需的酶，包括胰酯及胃酯，而減少胃腸道酯對脂肪的吸收，以輔助減肥，但仍需配合運動及飲食，方有減肥之功效。
奧利司他在促進體重減輕方面的有效性是有其根據的。來自臨床試驗的數據表明，給予奧利司他的人比一年內不服用該藥的人減少約2-3公斤。
另外，奧利司他還可以適度降低血壓。甚至有研究指出，其可以預防第二型糖尿病的發病，無論是從體重減輕本身或是有其他的作用。在一項大型試驗中，發現奧利司他可減低那些已證明有葡萄糖代謝異常的肥胖族群罹患糖尿病40%的風險。
奧利司他的副作用主要與腸胃道相關，包括最常出現的脂肪瀉。然而，其副作用會隨著使用時間愈長，而有減緩的情況。在澳洲、美國和歐盟，奧利司他可以在沒有處方的情況下出售。在美國，櫃檯批准是有爭議的，消費者权益組織Public Citizen一再以安全和有效性為由反對。

## 潛在風險
美國食品及藥物管理局表示有13宗服用賽尼可及愛纖伴後肝臟出現嚴重受損的事件，但醫學上未能定兩者的因果關係。

## 適應症
奧利司他是用來治療肥胖的藥物，在一年的臨床試驗中，有介於35.5%到54.8%的受試者減少了5%的重量以上，雖然減少的重量並不全都是脂肪。而介於16.4%到24.8%的受試者則減少了10%以上的重量。在停止使用奧利司他後，大量的受試者又恢復了體重，恢復的體重大約是他的所減少的35%。
在肥胖且罹患第二型糖尿病的人口中，在服用奧利司他四年後，人口剩下總肥胖人口的6.2%，相較於服用安慰劑的對照組(9.0%)還低。
血壓的顯著下降也可見於長期服用奧利司他的患者中（收縮壓平均下降2.5mmHg、舒張壓則平均下降1.9mmHg）

## 禁忌症
- 吸收不良患者。
- 對奧利司他過敏者。
- 膽囊功能不足者。（例如：經膽囊切除術的病患）
- 懷孕或哺乳中婦女。
- 有下列狀況則要謹慎使用：膽道狹窄、胰臟疾病。[12]

## 副作用
腸胃道方面的問題是此藥物的主要副作用，包括脂肪瀉(因大量未吸收的脂肪到達大腸而產生的稀、油便)、 大便失禁以及緊急頻繁的腸道運動。為了減少這些副作用，應避免食用高油的食品，羅氏鮮的生產廠商也建議服用者應搭配低油、低卡路里的飲食。油便和腸胃脹氣可以透過將脂肪攝取量降低至每餐15克來控制。
根據Roche，副作用在剛開始的時候最嚴重，且會隨著時間而降低副作用發生的頻率。XENDOS study 發現使用此藥物的人只有36%會在第四年仍有腸胃道的副作用發生，而91%的人會在療程的第一年有至少一次的腸胃道副作用發生。還有人提出，隨著時間的推移，副作用的減少可能與長期服用低脂飲食有關。
在2010年的5月26日，美國食品藥品監督管理局(FDA) 批准了Xenical的修訂標籤，包括新增了”此藥物很少導致肝損傷”的安全信息。
一個在安大略的研究報告指出，在900位使用奧利司他的使用者中發生急性腎損傷的比率比對照組多了三倍。這種效應的推測機制是由於腸道吸收過量的草酸鹽並隨後沉積在腎臟中，而過量的草酸鹽吸收是脂肪吸收不良的已知結果 。
一篇於2013年4月發表在英國醫學期刊的研究，針對從1999年到2011年間在英國服用奧利司他的94695位病患做分析，發現沒有證據顯示服用奧利司他會提高肝功能受損的風險，研究者總結:
在奧利司他療程準備開始前和剛開始後的這兩段期間，急性肝損傷的發生率較高。這表示這個觀察到的發生率升高，可能是反映出患者本身健康狀態的改變，而與奧利司他的使用無因果關係。

### 長期影響
儘管早期臨床實驗資料顯示服用奧利司他的病人中，得到乳癌的機率較高，因此也延遲了FDA對奧利司他的審核，在一個1999年發表，為期兩年的研究，發現服用奧利司他和服用安慰劑的受試者中，乳癌的發生率相似(0.54%和0.51%)。另外，有in vitro研究指出，同時使用奧利司他和單株抗體Trastuzumab能導致乳癌細胞的細胞凋亡並抑制其生長。
脂肪瀉會促進大腸癌的形成。一個在2006年發表，為期30天的研究讓老鼠服用 200 mg/kg的奧利司他、高脂肪食物及兩劑25 mg/kg的強力致癌物1,2-二甲基肼，發現相較於只服用高脂肪食物和致癌物的老鼠，有額外服用奧利司他的老鼠中，得到異常腺窩病灶(Aberrant crypt foci，ACF)的數量顯著增加。異常腺窩病灶為大腸癌的最早期徵象之一。

### 注意事項
在進行奧利司他療程時，脂溶性維他命和其他脂溶性營養素的吸收將會被抑制。因此服用奧利司他的患者應在每日睡前服用含有維他命A,D,E,K和β-胡蘿蔔素的綜合錠。

### 交互作用
奧利司他會減少環孢素，一種的常用於避免移植排斥的免疫抑制劑，於血中的濃度，因此這兩種藥物不能同時服用。奧利司他也會損害胺碘酮的吸收。另外，英國藥品監管局(MHRA)最近發現奧利司他理論上可能會減少抗反轉錄病毒HIV藥物的吸收。

## 作用機制
奧利司他抑制了胃脂酶和胰脂酶，這兩種酵素會在腸胃道中分解三酸甘油脂使其利於吸收。當脂酶的活性被抑制後，食物中的三酸甘油脂就不會被分解成可吸收的脂肪酸形式，反而會以脂肪形式被排出去。因此奧利司他的主要作用是抑制脂酶，並使脂肪無法被吸收而最後隨著糞便排出。
奧利司他最近被發現也可以抑制脂肪酸合成酶(fatty acid synthase ,FAS)當中的硫脂酶(thioesterase)，這個酵素參與了癌症細胞的增殖，而沒有出現在正常細胞中；然而，奧利司他在這方面會對體內其他細胞受器(cellular off-targets)產生抑制，且其生物利用率(bioavailability)不好，因此使它無法成為有效的腫瘤抑制劑。
奧利司他的標準處方劑量是一天吃三次，飯前吃，一次吃120mg。這樣的劑量可防止每餐大約30%的脂肪被吸收 。而非處方劑量則可一次吃60mg，可防止每餐25%的脂肪被吸收。但若超出標準處方劑量，則不會有更多效果。

## 合法地區
在加拿大，奧利司他僅可透過醫師處方來取得。
在澳洲和紐西蘭，奧利司他已經可以非處方取得120mg大小的劑量。
在美國，奧利司他在2007年成為第一個政府合法的減肥藥。
在歐盟國，奧利司他在2009年成為非處方藥。
在2009年時，俄羅斯則開始對一群12到14歲的肥胖青少年進行Xenical的臨床試驗。
在中國大陸，被作為甲類非處方藥銷售。
在台灣，其則為目前唯一一個合法輔助減肥藥物。

## 相關臨床試驗
歐洲某研究中心曾進行過研究進行兩年，分成三個階段。
第一階段：
研究團隊找了743位BMI介於28~47之間的受試者，先執行低卡飲食控制4個禮拜，其中有688位完成此階段。
第二階段：
688位受試者繼續維持低卡飲食，並進行奧利司他(第1組)及安慰劑(第2組)120mg td的雙盲測試，測試時間一年。結果顯示，服用第1組的受試者(平均減少10.3kg)比起第2組的受試者(平均減少6.1kg)體重減輕更多，可以得知結論，奧利司他能有效的減輕體重。
第三階段：
將所有受試者分成持續服用奧利司他(第1-1組)、轉為服用安慰劑(第1-2組)、轉為服用奧利司他(第2-1組)及持續服用安慰劑(第2-2組)四組，並且修正為等量卡路里飲食( eucaloric diet)。結果顯示，第1-1組的受試者增重幅度是第1-2組的一半；第2-1組的受試者在第二年間平均減少了0.9kg；第2-2組的受試者則在第二年間增加了2.5kg。可以得知結論，奧利司他也能有效的控制增重幅度。
另外，服用奧利司他的受試者不僅體重減輕更多，他們的總膽固醇、LDL/HDL ratio、血糖、胰島素等，也都比服用安慰劑的受試者下降的多。但是在腸胃道方面的副作用，服用奧利司他的受試者也更為顯著。

## 用户反馈
许多使用者在服用奥利司他期间报告了不同程度的副作用，尤其是与胃肠道相关的问题。常见的不良反应包括油性斑点、胃肠排气增多、大便紧急感、脂肪泻等。有用户在网络平台分享了服用后的尴尬经历，强调在服用期间需要严格控制饮食中的脂肪摄入，以减少副作用的发生。

## 社会影响
随着减肥需求的增加，奥利司他在市场上的销售量显著上升。然而，一些商家在宣传中夸大其效果，甚至将其称为“减肥神药”，引发了公众的质疑和监管部门的关注。专家指出，奥利司他主要适用于肥胖或体重超重患者（体重指数≥24）的治疗，且需在专业指导下使用。

## 媒体报道
媒体对奥利司他的副作用和安全性进行了广泛报道。国家药品监督管理局曾发布通报，提醒公众关注奥利司他可能引起的严重肝损害问题。此外，央视网也报道了奥利司他可能导致的胃肠道不良反应，提醒消费者在使用时应谨慎。

## 延伸閱讀
- Boehm, Marcus F.; McClurg, Michael R.; Pathirana, Charles; Mangelsdorf, David; White, Steven K.; Hebert, Jonathan; Winn, David; Goldman, Mark E.; Heyman, Richard A. . Journal of Medicinal Chemistry. 1994, 37 (3): 408–14. PMID 8308867. doi:10.1021/jm00029a013.
- Hanessian, Stephen; Tehim, Ashok; Chen, Ping. . The Journal of Organic Chemistry. 1993, 58 (27): 7768. doi:10.1021/jo00079a022.
- Peng-Yu, Yang; Kai, Liu; Hong Ngai, Mun; J.Lear, Martin; R.Wenk, Markus; S.Qin, Yao. . Journal of the American Chemical Society. 2010, 132 (2): 656. PMID 20028024. doi:10.1021/ja907716f.
- Peng-Yu, Yang; Min, Wang; Kai, Liu; Omar, Sheriff; J.Lear, Martin; Siu Kwan, Sze; Cynthia Y., He; S.Qin, Yao. . Chemistry-A European Journal. 2012, 18 (27): 8403. PMID 22674877. doi:10.1002/chem.201200482.